# Das Archiv
Das Archiv ist ein Magazin für Kommunikationsgeschichte, dessen erste Vorläufer ins 19. Jahrhundert zurückreichen.

## Geschichte
Als ältester Vorläufer diente ab 1828 das in Frankfurt am Main für die Dauer eines Jahrzehnts von Johann von Herrfeldt herausgegebene Archiv für Postwissenschaft. Ab 1871 wurde das Amtsblatt der Deutschen Reichspostverwaltung um einen nichtamtlichen Teil ergänzt, der ab 1873 in Gestalt eines Beihefts den Titel Deutsches Postarchiv trug. Mit der Vereinigung von Post und Telegrafie erfolgte 1876 die Umbenennung in Archiv für Post und Telegraphie. Ab Juni 1925 erschien als Vereinsschrift der Gesellschaft zur Erforschung der Postgeschichte in Bayern das Archiv für Postgeschichte in Bayern. Ein weiterer Vorläufer war schließlich die Zeitschrift Deutsche Postgeschichte, die ab 1939 das Reichspostministerium herausbrachte. Voraussetzung für das heutige Magazin war 1949 die Gründung der Gesellschaft für Deutsche Postgeschichte, durch 25 Vertreter der Hauptverwaltung für das Post- und Fernmeldewesen, einschließlich der Oberpostdirektionen und außerdem zwei Mitglieder der Gesellschaft zur Erforschung der Postgeschichte in Bayern. Die erste Ausgabe der Zeitschrift erschien als Archiv für Deutsche Postgeschichte 1953 und ab 1954 zweimal jährlich. Anlässlich des XIX. Weltpostkongress 1984 in Hamburg gab es eine zusätzliche Sonderausgabe.
Im Zuge der Poststrukturreform II von 1995 kam es zur Gründung der Deutschen Gesellschaft für Post- und Telekommunikationsgeschichte (DGPT), die nun das Magazin herausbrachte und damit kam es zur Untergliederung in sechs Regionalbereiche (Nord, Ost, West, Mitte, Süd und Südwest). Durch die gleichzeitige wirtschaftliche Umorganisation firmierte die Zeitschrift nun als Post- und Telekommunikationsgeschichte, mit regionalen Ausgaben, und die Inhalte waren nun vermehrt aus der Kommunikationsgeschichte.
2002 fand, nachdem die Förderung durch die Post und die Deutsche Telekom entfiel, eine weitere, bedeutende Umstellung statt. Die DGPT musste sich nun durch Mitgliedsbeiträge finanzieren, und neuer Mitherausgeber war jetzt die Museumsstiftung Post und Telekommunikation. Nun war der Haupttitel Das Archiv, der Untertitel wechselte über Post- und Telekommunikationsgeschichte nach Magazin für Post- und Telekommunikationsgeschichte und endlich auf Magazin für Kommunikationsgeschichte. Jährlich erscheinen vier Ausgaben, die Regionalausgaben entfielen und sind stattdessen jetzt in einen Regionalteil integriert.